# 7735 Scorzelli
7735 Scorzelli è un asteroide della fascia principale. Scoperto nel 1980, presenta un'orbita caratterizzata da un semiasse maggiore pari a 2,7584438 UA e da un'eccentricità di 0,1643535, inclinata di 8,26202° rispetto all'eclittica.